# Erzsébet Báthory

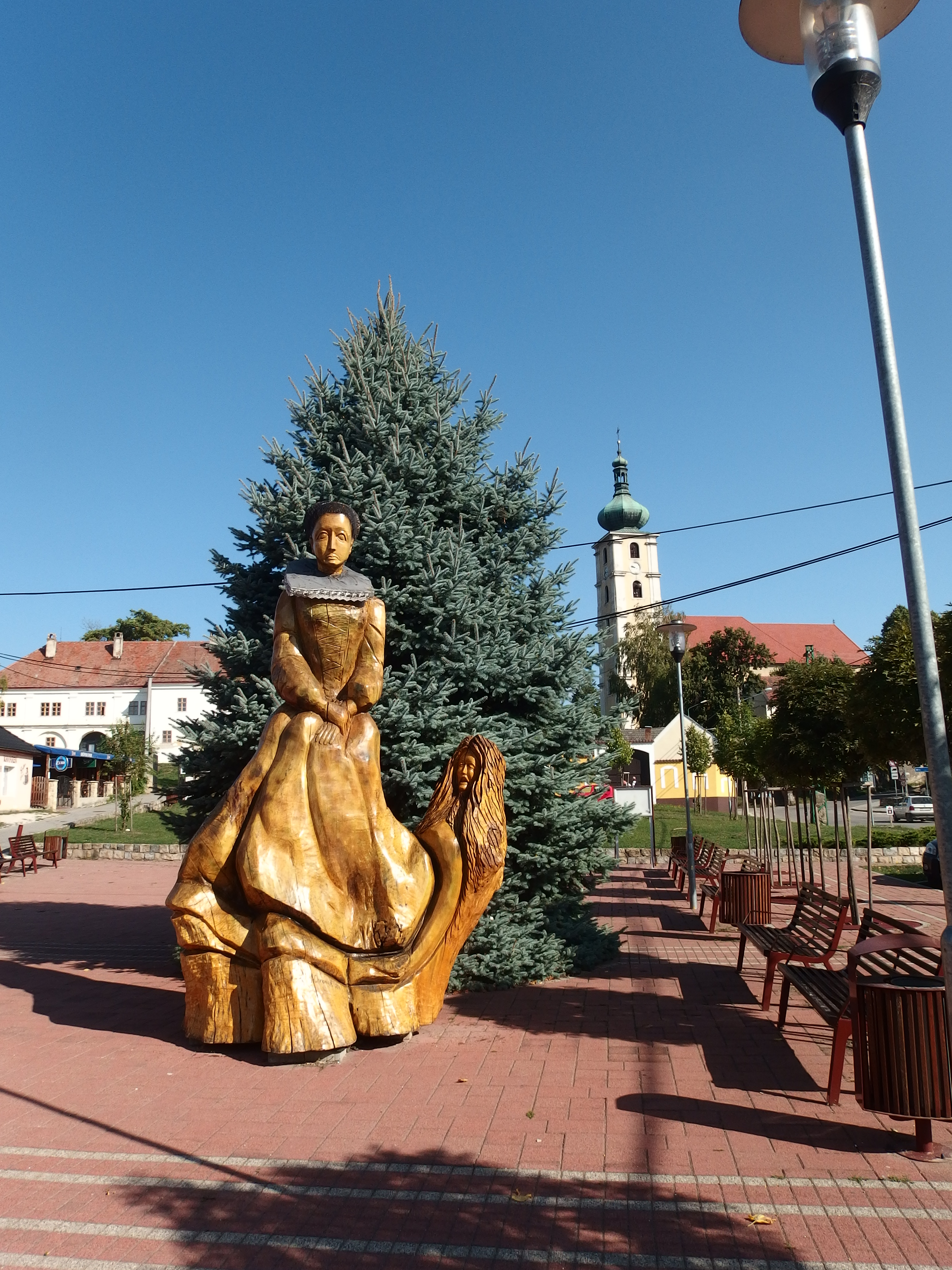
Erzsébet Báthory

La condesa Erzsébet Báthory de Ecsed (en húngaro: Báthory Erzsébet, ˈbaːtoɾi ˈɛɾʒeːbɛt) (Nyírbátor, Hungría, 7 de agosto de 1560-Castillo de Čachtice, actual Trenčín, Eslovaquia, 21 de agosto de 1614), en inglés como Elizabeth Bathory, e hispanizado cómo Isabel Bathory, fue una aristócrata húngara, perteneciente a una de las familias más poderosas del reino de Hungría. Ha pasado a la historia por haber sido acusada y condenada junto con sus sirvientes de ser responsable de torturar y matar a cientos de jóvenes y mujeres entre 1590 y 1610, crímenes supuestamente motivados por su obsesión por la belleza que le han valido el sobrenombre de la Condesa Sangrienta. Esto la convertiría en la asesina en serie más grande de la historia de la humanidad, con 650 muertes. Los sirvientes fueron ejecutados, mientras que Báthory fue llevada a prisión en el castillo de Csejte (Čachtice) hasta su muerte en 1614.
Báthory nació en el seno de una prominente nobleza protestante de Hungría. Su familia controlaba Transilvania y su tío, Esteban Báthory, era rey de Polonia. Se crio en el castillo familiar en Ecséd, en el actual condado de Heves, en Hungría. En 1575 se casó con el conde Ferencz Nádasdy, miembro de otra poderosa familia húngara, y posteriormente se mudó al castillo de Čachtice, un regalo de bodas de la familia Nádasdy. Entre 1585 y 1595, Báthory tuvo cuatro hijos.
Tras la muerte de Nádasdy en 1604, empezaron a surgir rumores sobre la crueldad de Báthory. Aunque aparentemente se habían ignorado relatos previos sobre el asesinato de campesinas, afirmaciones de 1609 de que había asesinado a mujeres de familias nobles atrajeron la atención. Matías de Habsburgo, entonces rey de Hungría, ordenó al primo de Báthory, György Thurzó, conde palatino de Hungría, que investigara. El conde palatino determinó, tras tomar declaraciones a las personas que vivían en la zona que rodeaba su propiedad, que Báthory había torturado y asesinado a más de 600 jóvenes con la ayuda de sus sirvientes.
Los cargos elevados contra Báthory han sido descritos por numerosos historiadores como una caza de brujas. Otros escritores, tales como Michael Farin en 1989, han afirmado que las acusaciones contra Báthory estaban sustentadas por testimonios de más de 300 personas, algunas de las cuales describieron evidencia física y la presencia de jóvenes muertas, agonizantes o aprisionadas y mutiladas que fueron halladas al momento del arresto de Báthory. Fuentes recientes afirman que las acusaciones fueron un espectáculo para destruir la influencia de su familia en la región, que era considerada una amenaza a los intereses políticos de sus vecinos, entre ellos el imperio Habsgurgo.
Historias y leyendas sobre Báthory se convirtieron prontamente en parte del folclor nacional.Leyendas describiendo sus tendencias vampíricas, como la historia de que se bañaba en la sangre de vírgenes para mantener su juventud, se basaban en rumores y solo fueron escritas como supuestamente factuales alrededor de un siglo después de su muerte. Si bien estas historias fueron repetidas por al menos tres historiadores de los siglos XVIII y XIX, no son consideradas confiables por parte de historiadores modernos. Algunos insisten en que la historia de Isabel inspiró la novela Drácula (1897) de Bram Stoker, aunque las notas de Stoker sobre la novela no brindan evidencia directa de esta hipótesis.

## Primeros años
Nació en el seno de una de las familias más antiguas y adineradas de Transilvania: los Erdély. Sus padres, los condes Ana y Jorge Báthory, eran primos. Su abuelo materno fue Esteban Báthory de Somlyó y su tío materno fue Esteban I Báthory, príncipe de Transilvania y rey polaco entre 1575 y 1586. El escudo de armas de su familia consiste en tres dientes de jabalí de plata sobre un campo de gules. Entre el resto de los familiares se encuentran un cardenal y varios príncipes. Su infancia transcurrió en el Castillo de Čachtice y antes de cumplir los seis años sufría ataques de lo que se puede considerar hoy en día epilepsia.

## Matrimonio
A los once años fue prometida con su primo Ferenc Nádasdy, conde (anteriormente barón), de dieciséis años. A los doce años pasó a residir en el castillo de su prometido y nunca tuvo buena relación con su suegra, Úrsula. A diferencia de lo que era propio en la época, recibió una buena educación y su cultura sobrepasaba a la de la mayoría de los hombres de entonces. Era excepcional, «hablaba perfectamente el húngaro, el latín y el alemán, mientras que la mayoría de los nobles húngaros no sabían ni deletrear ni escribir [...] hasta el Príncipe de Transilvania era prácticamente analfabeto».
A los quince años, el 8 de mayo de 1575, se casó con Ferenc Nádasdy que para entonces contaba con 20 años de edad. La ceremonia tuvo lugar con un gran lujo en el Castillo de Varannó (su nombre en eslovaco es Vranov nad Toplou) y acudieron más de 4500 invitados, incluso se invitó al emperador Maximiliano II, que no pudo acudir. Fue Ferenc quien adoptó el apellido de soltera de su esposa, mucho más ilustre que el suyo. Se fueron a vivir al Castillo de Čachtice en compañía de su suegra Úrsula y de otros miembros de la casa. El joven conde no estaba mucho por allí: la mayor parte del tiempo estaba combatiendo en alguna de las muchas guerras de la zona (empalando a sus enemigos), lo que le mereció el apodo de «Caballero Negro de Hungría». Existe un registro epistolar en el que Ferenc y Erzsébet intercambiaban información sobre las maneras más apropiadas de castigar a sus sirvientes, lo cual era normal entre los nobles de la Europa del Este de la época. Las posesiones de esta pareja de nobles húngaros eran enormes, y se requería además un férreo control sobre la población local, de origen húngaro, rumano y eslovaco.
Ferenc y Elizabeth apenas se veían debido a las actividades guerreras del primero, así que no fue hasta 1585, diez años después de su matrimonio, que la condesa tuvo a su primera hija, Ana, y en los nueve años siguientes dio también a luz a Úrsula y Catalina. Finalmente, en 1598, alumbró a su único hijo varón, Pablo.
El 4 de enero de 1604, el Caballero Negro de Hungría, como se conocía a Ferenc por su fiereza a la hora de combatir, murió de súbita enfermedad tras una de sus batallas y dejó viuda a Erzsébet, que contaba con 44 años. Es aquí cuando comienzan, según sus acusadores, sus crímenes. Para empezar, despidió a su muy odiada suegra del castillo, junto con el resto de la parentela Nádasdy; las sirvientas a las que esta había protegido hasta ese momento fueron llevadas a los sótanos y allí recibieron por fin los castigos que, según Elizabeth, merecían.
Esto dejó a Erzsébet en una situación peculiar: señora feudal de un importante condado de Transilvania, metida en todas las intrigas políticas de aquellos tiempos convulsos, pero sin ejército con que proteger su poderío. Por la misma época, su primo Gábor I Báthory se convirtió en Príncipe de Transilvania, con el apoyo económico de la riquísima Erzsébet. Gábor (Gabriel) se metió pronto en una guerra contra los alemanes por complejas razones políticas. Esto la ponía en peligro de ser acusada de traición por el rey Matías II de Hungría. Viuda como era, se vio más vulnerable y aislada que nunca.

## Acusación y juicio
Es por esta época que empiezan a escucharse rumores de que algo muy siniestro ocurre en el castillo de Čachtice. A través de un pastor protestante local, llegan historias de que la condesa practica la brujería (explícitamente, la magia negra), y para ello utiliza la sangre de muchachas jóvenes —una acusación muy popular en la época, similar a las que se realizaban en contra de los judíos y disidentes. El rey Matías II de Hungría ordena a un primo de Erzsébet, el conde palatino György Thurzó —enemistado con ella—, que tome el lugar con sus soldados y que realice una investigación en el castillo. Dado que la señora de Báthory carecía de fuerza militar propia, no hubo resistencia.
Según la investigación del conde Thurzó, hallaron en el castillo numerosas muchachas torturadas en distintos estados de desangrado, y un montón de cadáveres por los alrededores. En 1612 se inició un juicio en Bitcse (Bytča en eslovaco). Erzsébet se negó a declararse inocente o culpable, y no compareció, acogiéndose a sus derechos nobiliarios. Quienes sí lo hicieron, por la fuerza, fueron sus colaboradores. Juan Ujváry, el mayordomo (conocido como Ficzkó), testificó que en su presencia se había asesinado como mínimo a 37 «mujeres solteras» de entre once y veintiséis años; a seis de ellas las había reclutado él personalmente para trabajar en el castillo. La acusación se concentró en los asesinatos de jóvenes nobles, pues los de las siervas carecían de importancia. En la sentencia todos fueron declarados culpables, algunos de brujería, otros de asesinato y los demás de cooperación.
Todos los seguidores de Erzsébet, excepto las brujas, fueron decapitados y sus cadáveres quemados; este fue el destino de su colaborador Ficzkó. A las brujas Dorotea, Helena y Piroska les arrancaron los dedos con tenazas al rojo vivo «por haberlos empapado en sangre de cristianos» y las quemaron vivas. Una burguesa de la zona acusada de cooperación, también fue ejecutada. Katryna, que con catorce años era la más joven de las ayudantes de Erzsébet, salvó la vida por petición expresa de una superviviente, aunque recibió cien latigazos en el cuerpo.

## Prisión y muerte
Pero la ley impedía que Erzsébet, una noble, fuese procesada. Fue encerrada en su castillo. Tras introducirla en sus aposentos, los albañiles sellaron puertas y ventanas, dejando tan solo un pequeño orificio para pasar la comida. Finalmente, el rey Matías II de Hungría pidió su cabeza por las jóvenes aristócratas que supuestamente habían muerto a sus manos, pero el primo de esta le convenció para que retrasara el cumplimiento de la sentencia de por vida. Así es que la condenaron a cadena perpetua en confinamiento solitario. Esta pena implicaba también la confiscación de todas sus propiedades, lo que Matías venía ambicionando desde tiempo atrás.
El 31 de julio de 1614, Erzsébet, de 54 años, dictó testamento y últimas voluntades a dos sacerdotes de la catedral del arzobispado de Esztergom. Ordenó que lo que quedaba de las posesiones familiares fuese dividido entre sus hijos.
El 21 de agosto de 1614, uno de los carceleros la vio caída en el suelo, boca abajo. La condesa Erzsébet Báthory estaba muerta después de haber pasado cuatro largos años encerrada, sin ni siquiera ver la luz del Sol. Pretendieron enterrarla en la iglesia de Čachtice, pero los habitantes locales decidieron que era una aberración que la «Señora Infame» fuera enterrada en el pueblo, y además en tierra sagrada. Finalmente, y como era «uno de los últimos descendientes de la línea Ecsed de la familia Báthory» la llevaron a enterrar en la cripta de la familia Báthory en el pueblo de Ecsed, en el noreste de Hungría, el lugar de procedencia de la poderosa familia. La localización de su cuerpo hoy es desconocida. Todos sus documentos fueron sellados durante más de un siglo, y se prohibió hablar de ella en todo el país.
Dos años después, las hijas y el hijo de Erzsébet fueron finalmente acusados de traición por el apoyo de su madre a la guerra contra los alemanes; Anna Báthory, una prima de la condesa, llegó a sufrir tortura por este motivo en 1618, cuando contaba con 24 años, pero sobrevivió. Finalmente la mayor parte de la familia Báthory-Nádasdy huyó a Polonia; algunos retornaron después de 1640. Un nieto sería ejecutado en 1671 por oponerse al emperador alemán.
Los Archivos Nacionales de Hungría, que fueron rescatados de la destrucción masiva de la Segunda Guerra Mundial y del régimen comunista posterior, conservan abundante documentación sobre ella, particularmente cartas personales y actas del juicio. Sin embargo, sus míticos diarios, al igual que su retrato original, se hallan en paradero desconocido.

## Leyenda

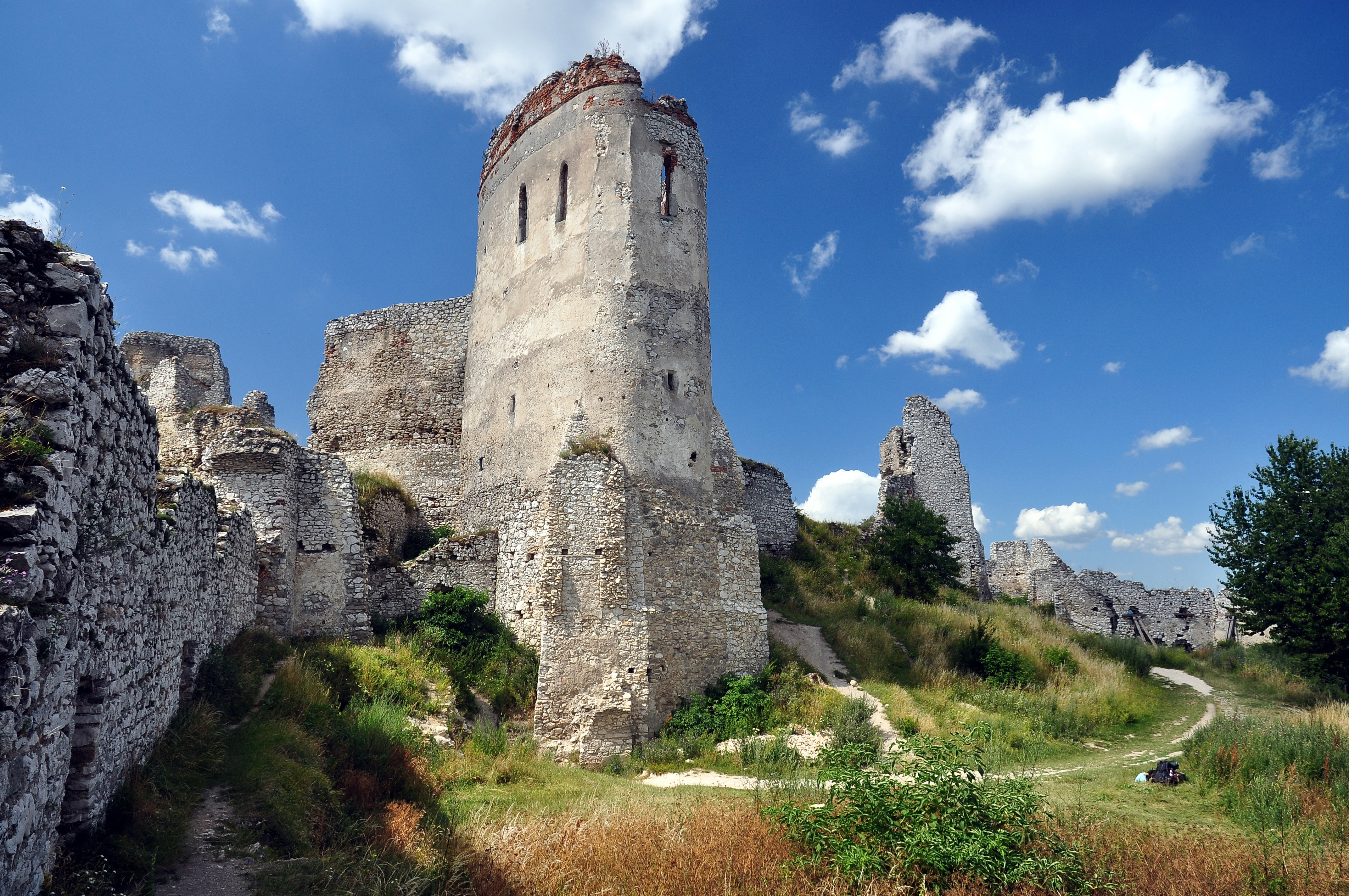
Ruinas del castillo de Čachtice, donde Erzsébet Báthory supuestamente cometió sus crímenes, permaneció presa y falleció.

Según la leyenda, Erzsébet Báthory, fue una cruel asesina en serie obsesionada por la belleza, la cual utilizaba la sangre de sus jóvenes sirvientas y pupilas para mantenerse joven en una época en que una mujer de 44 años se acercaba peligrosamente a la ancianidad. La leyenda cuenta que Erzsébet vio a su paso por un pueblo a una anciana decrépita y se burló de ella, y la anciana, ante su burla, la maldijo diciéndole que la noble también envejecería y se vería como ella algún día.
Según el testimonio del conde palatino György Thurzó (primo y enemigo de la condesa, nombrado investigador general por el rey), cuando su hueste llegó al castillo el 30 de diciembre de 1610 no halló oposición, ni a nadie para recibirles. Lo primero que vieron fue a una sirvienta en el cepo del patio, en estado agónico debido a una paliza que le había fracturado todos los huesos de la cadera. Esto era práctica corriente y no les llamó la atención, pero al acceder al interior se encontraron a una chica desangrada en el salón, y otra que aún estaba viva aunque le habían agujereado el cuerpo. En la mazmorra encontraron a una docena que todavía respiraban, algunas de las cuales habían sido perforadas y cortadas en varias ocasiones a lo largo de las últimas semanas. De debajo del castillo exhumaron los cuerpos de 50 muchachas más. Y el diario de Erzsébet contaba día por día sus víctimas, con todo lujo de detalles, hasta sumar un total de 612 jóvenes torturadas y asesinadas a lo largo de seis años. Por todas partes había toneladas de ceniza y serrín, usados para secar la sangre que se vertía tan pródigamente en aquel lugar. Debido a esto, todo el castillo estaba cubierto de manchas oscuras y despedía un tenue olor a putrefacción. Se decía que mientras su esposo estaba fuera, ella mantenía relaciones sexuales con sirvientes de ambos sexos, y se rumoreaba que cuando tenía acceso carnal con chicas no era raro que las mordiese salvajemente.
Todo empezó en 1604, poco después de la muerte de su marido. Una de sus sirvientas adolescentes le dio un involuntario tirón de pelos mientras la estaba peinando, lo que conllevó un fuerte bofetón de la condesa que hizo sangrar por la nariz a la doncella (la cual hasta este punto habría sido afortunada, ya que lo normal entre la nobleza eslava de la época habría sido sacarla al patio para recibir cien bastonazos por aquel descuido). Pero cuando la sangre salpicó la piel de Erzsébet, a esta le pareció que allá donde había caído desaparecían las arrugas y su piel recuperaba la lozanía juvenil. La condesa, fascinada, pensó que había encontrado la solución a la vejez, y que siempre podría conservarse bella y joven de esta manera. Tras consultar a sus brujas y alquimistas, y con la ayuda del mayordomo Thorko y la corpulenta Dorottya, desnudaron a la muchacha, la degollaron y llenaron un barreño con su sangre. Isabel se bañó en la sangre, o al menos se embadurnó con ella todo el cuerpo para recuperar la juventud.

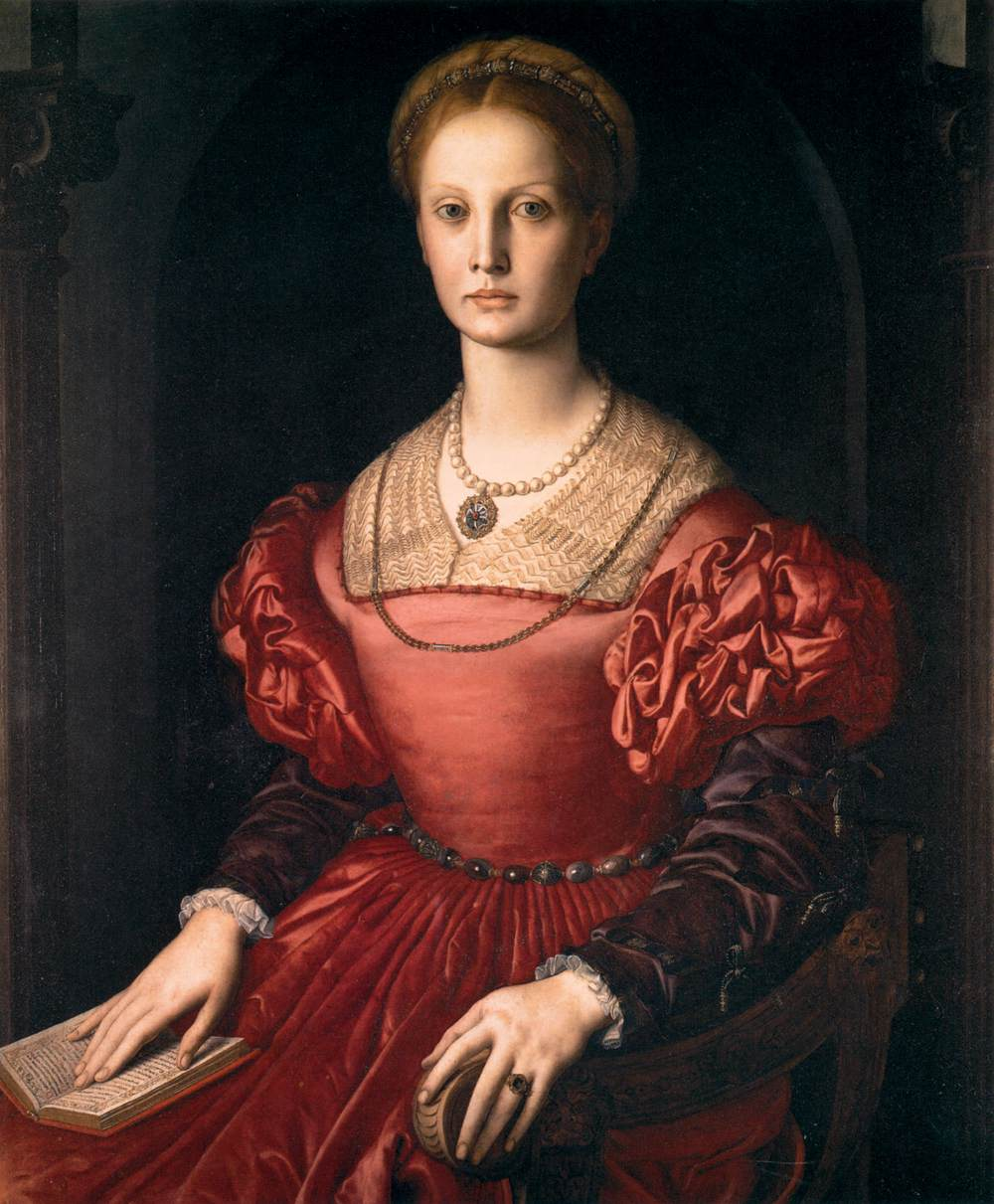
La mujer de este cuadro es habitualmente identificada como Erzsébet Bathory, pero en realidad se trata de Lucrezia Panciatichi.

Entre 1604 y 1610, los agentes de Erzsébet se dedicaron a proveerla de jóvenes entre 9 y 16 años para sus rituales sangrientos. En un intento de mantener las apariencias, habría convencido al pastor protestante local para que sus víctimas tuviesen entierros cristianos respetables. Cuando la cifra comenzó a subir, este comenzó a manifestar sus dudas: morían demasiadas chicas por «causas misteriosas y desconocidas», así es que ella le amenazó para que callase y comenzó a enterrar en secreto los cuerpos desangrados. Esta es, al menos, la versión de este pastor, que fue quien la denunció «oficialmente» al rey Matías II de Hungría a través de la curia clerical.
Más adelante, en la época en la que los errores de Gábor la pusieron en una delicada situación política, tomó la costumbre de quemar los genitales a algunas sirvientas con velas, carbones y hierros al rojo vivo, por pura diversión. También generalizó su práctica de beber la sangre directamente mediante mordiscos en las mejillas, los hombros o los pechos. Para estas cuestiones privadas se apoyaba en la fuerza física de Dorottya Szentes, que, aunque ya mayor, seguía siendo muy capaz de inmovilizar a cualquier joven en la posición requerida. Esto ocurrió mientras estuvo en Viena.
En 1609 Erzsébet, por la falta de sirvientas en la zona como consecuencia de tantos crímenes que ya hacían desconfiar a la gente humilde, cometió el error que acabaría con ella: utilizando sus contactos, comenzó a tomar a niñas y adolescentes de buenas familias para educarlas y que le hicieran compañía. Algunas de ellas comenzaron a morirse pronto por las mismas causas misteriosas, lo cual no era raro en aquella época, con sus elevadísimas tasas de mortalidad infantil y juvenil, pero en el «internado» de Čachtice el número de fallecimientos era demasiado alto. Ahora las víctimas eran hijas de la aristocracia menor, por lo que sus muertes eran consideradas importantes. La bruja Anna Darvulia le habría prevenido que nunca tomara nobles, pero esta anciana había fallecido algún tiempo atrás. Fue su amiga Erszi Majorova, viuda de un rico granjero que vivía en la cercana localidad de Milova, quien convenció a la condesa de que no pasaría nada.
Hacia el final muchos cuerpos se ocultaron en lugares peligrosamente insensatos, como campos cercanos, silos de grano, el río que corría bajo el castillo o el jardín de verduras de la cocina. Finalmente, una de las víctimas logró escapar antes de que la matasen e informó a las autoridades religiosas. Esto era algo que había ocurrido varias veces en el pasado, con sirvientas; por ejemplo, en el otoño de 1609:

«...Una joven de doce años llamada Pola logró escapar del castillo de algún modo y buscó ayuda en una villa cercana. Pero Dorka y Helena se enteraron de dónde estaba por los alguaciles, y tomándola por sorpresa en el ayuntamiento, se la llevaron de vuelta al Castillo de Čachtice por la fuerza, escondida en un carro de harina. Vestida sólo con una larga túnica blanca, la condesa Erzsébet le dio la bienvenida de vuelta al hogar con amabilidad, pero llamaradas de furia salían de sus ojos; la pobre ni se imaginaba lo que le esperaba. Con la ayuda de Piroska, Ficzko y Helena arrancó las ropas de la doceañera y la metieron en una especie de jaula. Esta particular jaula estaba construida como una esfera, demasiado estrecha para sentarse y demasiado baja para estar de pie. Por su [cara] interior, estaba forrada de cuchillas del tamaño de un dedo pulgar. Una vez que la muchacha estuvo en el interior, levantaron bruscamente la jaula con la ayuda de una polea. Pola intentó evitar cortarse con las cuchillas, pero Ficzko manipulaba las cuerdas de tal modo que la jaula se balancease de lado a lado, mientras que desde abajo Piroska la punzaba con un largo pincho para que se retorciera de dolor. Un testigo afirmó que Piroska y Ficzko se dieron al trato carnal durante la noche, acostados sobre las cuerdas, para obtener un malsano placer del tormento que con cada movimiento padecía la desdichada. El tormento terminó al día siguiente, cuando las carnes de Pola estuvieron despedazadas por el suelo».

Esta descripción tiene su parecido con otro artilugio de tortura utilizado por Báthory, llamado «doncella de hierro», el cual era una especie de sarcófago que reflejaba la silueta de una mujer y que por dentro tenía afilados pinchos. Este artilugio se abría para introducir a la víctima y luego encerrarla para que los pinchos se incrustaran en su cuerpo.
Es imposible saber, hoy en día, qué sucedió realmente. Desde el punto de vista psiquiátrico, Erzsébet Báthory sería una anomalía que se sale del patrón común de todos los asesinos en serie conocidos. En la Europa del Este de la época era común castigar cruelmente a siervos y pupilos, y ejecutar incluso a pequeños delincuentes de las maneras más espantosas. Quizás fuera sádica, y en consecuencia se aplicara especialmente a la hora de imponer disciplina, o incluso obligara a sus sirvientas a tomar parte en prácticas sadomasoquistas más o menos extremas, ninguna novedad para la nobleza de su tiempo, cuya impunidad y poder legal les permitía tratar a la servidumbre como quisieran. Es muy probable que a todo eso se le añadiese una campaña de difamación debido a su apoyo a Gábor I Báthory en la guerra contra los alemanes, la propaganda de este estilo para desestabilizar el poder de un noble no estaba fuera de lo normal en aquella época y era bastante común en esa zona geográfica. O quizás fue realmente una torturadora y asesina en serie amparada en su estatus, que sólo se perdió cuando por falta de nuevas víctimas entre la plebe recurrió a las hijas que formaban parte de la nobleza menor.